# Cyriel van den Abeele
Cyriel van den Abeele (auch: Cyrille van den Abeele; * 14. Januar 1875 in Ursel; † 2. November 1946 in Gent) war ein belgischer Organist und Komponist. Er war bekannt für seine Improvisationskunst auf der Orgel.

## Leben
Cyriel van den Abeele erhielt seinen ersten Musikunterricht von seinem Vater, dem Organisten Hyppoliet van den Abeele. Er besuchte das Gymnasium in Eeklo. Ab 1883 studierte er am Konservatorium in Ghent Orgel bei Jozef Tilborghs (1830–1910) und dessen Assistenten Adolphe D’Hulst (1851–1916), theoretische Harmonielehre bei Paul Lebrun (1863–1920), praktische Harmonielehre und bezifferter Bass bei Frans Van Avermaete und Komposition bei Adolphe Samuel. 1885 erreichte er in diesen Fächern erste Preise. 1886 erreichte er auch einen ersten Preis für eine Fuge. 1887 examinierte er im Fach Orgel mit dem selten gewährten diplôme de capacité.
1899 nahm er zusammen mit Ernest Brengier mit der Kantate Bruiloftsklokken („Hochzeitsglocken“) ohne Erfolg beim Prix de Rome teil. In Heyndrickx’ Studentenliederboek veröffentlichte er im selben Jahr die ersten Lieder. 1901 wurde Cyriel Nachfolger von Désiré Van Reysschoot als Organist an der St. Sint-Niklaaskerk in Gent. Er war für seine Improvisationskunst sehr geschätzt, und die Sonntagsgottesdienste in Sint-Niklaas waren eine Attraktion für die Musikliebhaber Gents und seiner Umgebung. 1902 wurde es in Gent als kleiner Skandal empfunden, dass der französischsprachige Direktor des Konservatoriums Emile Mathieu den französischsprachigen Organisten Léandre Vilain auf die vakante Orgelprofessur berief und nicht den in Gent sehr geschätzten Flamen van den Abeele. Diese Nichtberücksichtigung wurde auch in der lokalen Presse diskutiert. Unter anderem wurde sein katholischer Nationalismus als Grund für seine Zurücksetzung angeführt. Um finanziell über die Runden zu kommen, eröffnete er gemeinsam mit seiner Frau ein Lebensmittelgeschäft und reiste als Handelsvertreter durch das Land. Er hatte aber immer noch private Musikschüler und erhielt schließlich eine Stelle als Musiklehrer an der Josephitenschule in Melle. Während dieser Zeit komponierte er nicht mehr. Lambrecht Lambrechts veröffentlichte im Jahr 1926 eine Biographie Cyriel van den Abeeles. Hierin fordert er diesen auf, wieder zu komponieren und seine Improvisationskunst in einem Improvisationskursus weiterzugeben. Tatsächlich begann er in den 1920er Jahren, wieder zu komponieren. Kurz vor seinem Tod 1946 gab er noch einmal ein Improvisationskonzert für die Offiziere der Befreiungsarmee.

## Werk
Cyriel van den Abeeles Schaffensjahre lagen zwischen 1895 und dem Jahr seiner Eheschließung 1904, und wieder ab den 20er Jahren. Er schrieb Klavier- und Kammermusik sowie einige Werke für Orchester. Seine Kirchenmusik – Kantaten, Motetten und Messen – wurden als Musikbeilagen in der Musikzeitschrift Musica sacra veröffentlicht. Für Orgel wurden ein Andante con espressione und ein Scherzando fantasia veröffentlicht. Der Stil seiner Kirchenmusik ist klassisch, der seiner Kammer- und Orchestermusik orientiert sich an Richard Wagner. Seine Familie übergab einen großen Teil seiner Kompositionen der Bibliothek des Konservatoriums in Antwerpen.

### Orchesterwerke
- Largo[5]
- Sinfonie E-Dur[6][7]
- Sinfonie. Andante molto tranquillo F-Dur[8]
- Zwei Orchesterwerke´, 1921

### Chorwerke
- Alma redemptoris mater OCLC 1194500097
- Ave Maria für 2 Soprane, Alt, Bariton und Klavier
- Het klinkt e klêe, klêe kloksken für Chor mit Klavier Orgel oder Quartett
- Mariaspel [Marienspiel] für Chor und Orchester OCLC 1113619409
- Messe für drei gleiche Stimmen, Blechbläser und Orgel, 1898
- Messe für gemischten Chor und Orchester[9]
- Missa Ave maris stella für vierstimmigen, gemischten Chor a cappella
- Regina coeli für Chor und Orchester[10]
- Tantum ergo für Chor und Orchester OCLC 1194484544
- Te deum für Chor und Orchester OCLC 1113182765
- Kantate Holstraat (Festgesang) für Chor und Orchester[11]
- Salve Regina, 1927[12]
- ein unvollendetes Oratorium für Chor, Solisten und Orchester

### Kammermusik
- Sonate für Violine und Klavier, nur Adagio ist überliefert
- Verzuchting. Andante für Solovioline, Streichquartett und Klavier[13]

### Werke für Tasteninstrumente
- Allegro con fuoco[14]
- Allegro moderato für Klavier, 1938
- Andante con espressione für Orgel oder Harmonium, 1912[Digitalisat 1]
- Sonate für Klavier oder Harmonium[15]
- Suite für Klavier, 1939

### Werke für Gesang und Klavier
- Adeste fideles[16]
- Gelukkige Stonden. Incipit: Liefken, liefken, als de lente met haar levenslust.[17]
- Kent gij uw Vlaanderland[18]
- Moederklacht für Sopran und Klavier[19]
- Moet ik U. Text: Emiel Kersten. In: Het Vlaamse lied, 1938: 5[20]
- O! Land..., für Gesang und Klavier[21]
- Op 't Kerkhof[22]
- Rookerslied. Text: J. Vuylsteke[23]
- Waai nu zoetjes, o zoete wind. Text. Emiel Kersten[24]

### Sonstiges
- Bruiloftsklokken [Hochzeitsglocken], dramatisch zangspel [dramatisches Gesangsspiel] OCLC 1194546233

## Einspielungen
- Cyriel Van den Abeele: Sonate II in F dur. Auf: Laarnse orgelpracht. Frank Heye, Orgel. 2009[27]

## Digitalisate
1. ↑  Andante con espressione (Seite nicht mehr abrufbar, festgestellt im Dezember 2023. Suche in Webarchiven)  Info: Der Link wurde automatisch als defekt markiert. Bitte prüfe den Link gemäß Anleitung und entferne dann diesen Hinweis. als Digitalisat beim IMSLP